# STS-32
إس تي إس-32 (بالإنجليزية: STS-32)‏ الرحلة الثالثة والثلاثون ضمن برنامج مكوك الفضاء لوكالة ناسا، والرحلة التاسعة على متن مكوك الفضاء كولومبيا، انطلقت الرحلة في 9 يناير 1990 من مركز كينيدي للفضاء، وهبطت بعد أحد عشر يوم في الفضاء بتاريخ 20 يناير في قاعدة إدواردز الجوية وكانت أطول مدة يمكثها مكوك في الفضاء آنذاك، تم خلال الرحلة نشر قمر اصطناعي للاتصالات العسكرية، بلغ عدد الرواد المشاركين في الرحلة خمسة رواد.